# 1817 en architecture
| Années de l'architecture : 1814 - 1815 - 1816 - 1817 - 1818 - 1819 - 1820    |
| Décennies de l'architecture : 1780 - 1790 - 1800 - 1810 - 1820 - 1830 - 1840 |

Cet article présente les faits marquants de l'année 1817 en architecture.

## Réalisations
- Construction de la Dulwich Picture Gallery à Londres par Sir John Soane. C'est la première galerie d'art spécialement construite pour ce programme particulier.
- Construction du phare de Hog Island à Nassau en remplacement de celui de Fort Pincastle (érigé en 1793).
- Construction de la cathédrale Saint-Isaac de Saint-Pétersbourg par le Français Auguste Ricard de Montferrand (fin en 1858).
- Reconstruction de l’université de Moscou (Gilardi).
- Consécration de l'église de l'Exaltation-de-la-Sainte-Croix à Dnipro en Ukraine.

## Récompenses
- Prix de Rome : Antoine Garnaud.

## Naissances
- 6 janvier : James Joseph McCarthy († 1882).